# Witalij Szabanow
Witalij Michajłowicz Szabanow (ros. Вита́лий Миха́йлович Шаба́нов, ur. 1 stycznia 1923 we wsi Łobaczi w guberni kostromskiej, zm. 30 lipca 1995 w Moskwie) – radziecki wojskowy i polityk, generał armii, Bohater Pracy Socjalistycznej (1981).

## Życiorys
W 1940 skończył szkołę średnią, potem studiował w Leningradzkim Instytucie Inżynierów Cywilnej Floty Powietrznej. Od marca 1941 w Armii Czerwonej, 1945 ukończył Leningradzką Akademię Wojskowo-Powietrzną Armii Czerwonej, od października 1943 do stycznia 1944 mechanik i technik pułku lotniczego w składzie 1 Frontu Ukraińskiego. W latach 1945–1949 technik, starszy inżynier i pomocnik kierowniczego inżyniera w Państwowym Instytucie Naukowo-Badawczym Sił Wojskowo-Powietrznych, później w Specjalnym Biurze nr 1 Ministerstwa Uzbrojenia ZSRR, brał udział w pracach nad systemami radiowymi i radarowymi oraz naprowadzania pocisków rakietowych, od 1947 w WKP(b). Od 1951 w Trzecim Głównym Zarządzie przy Radzie Ministrów ZSRR, od 1955 w Ministerstwie Ogólnej Budowy Maszyn, w marcu 1959 przydzielony do Państwowego Komitetu ZSRR ds. Radioelektroniki, został zastępcą głównego konstruktora Specjalnego Biura Konstruktorskiego nr 1, brał udział w pracach nad systemami rakietowymi i innymi systemami uzbrojenia Sił Zbrojnych ZSRR. W latach 1974–1978 zastępca ministra przemysłu radiowego ZSRR, 1978-1980 zastępca ministra obrony ZSRR, od grudnia 1980 do 1990 zastępca ministra obrony ZSRR ds. uzbrojenia, od listopada 1990 do stycznia 1992 wojskowy inspektor-doradca Grupy Generalnych Inspektorów Ministerstwa Obrony ZSRR, następnie zwolniony ze służby. Od 1978 generał pułkownik inżynier, od 2 listopada 1981 generał armii. Od 1981 zastępca członka, a 1983-1990 członek KC KPZR. Deputowany do Rady Najwyższej ZSRR 11 kadencji, deputowany ludowy ZSRR. Został pochowany na Cmentarzu Kuncewskim w Moskwie.

## Odznaczenia i nagrody
- Medal Sierp i Młot Bohatera Pracy Socjalistycznej (18 lutego 1981)
- Order Lenina (dwukrotnie - 3 lutego 1953 i 18 lutego 1981)
- Order Rewolucji Październikowej (26 kwietnia 1971)
- Order Czerwonego Sztandaru (31 grudnia 1982)
- Order Wojny Ojczyźnianej I klasy (11 marca 1985)
- Order Czerwonego Sztandaru Pracy (20 kwietnia 1956)
- Order Czerwonej Gwiazdy (30 grudnia 1956)
- Order „Za służbę Ojczyźnie w Siłach Zbrojnych ZSRR” II klasy (22 lutego 1989)
- Order „Za służbę Ojczyźnie w Siłach Zbrojnych ZSRR” III klasy (30 kwietnia 1975)
- Medal „Za zasługi bojowe” (19 listopada 1951)
- Nagroda Leninowska (1963)
- Nagroda Stalinowska (1953)

i inne.